# Orhan Oğuz
Orhan Oğuz (Kırklareli, 24 de març de 1948) és un cineasta turc.

## Biografia
Va començar a fer cinema als setze anys com a ajudant de càmera. Va fer quatre curtmetratges amb el seu grup d'amics. Va obrir exposicions de fotografia i pintura. El 1978, va treballar amb molts directors famosos com a director de fotografia, i el 1987, va dirigir la pel·lícula Her şeye Rağmen.A les seves pel·lícules, va optar per descriure la vida de persones solitàries, silencioses i marginades de tots els àmbits de la societat.

## Filmografia

### Com a director de fotografia
- 1979: Umudumuz Şaban
- 1980: Devlet Kuşu
- 1980: Gol Kralı
- 1981: Kanlı Nigar
- 1981: Mutluluk Haram Oldu
- 1981: Tövbe
- 1982: Bir Yudum Mutluluk
- 1982: Gazap Rüzgarı
- 1982: Kaçak
- 1982: Kader Bize Düşman Mı?
- 1982: Kördüğüm
- 1982: Tomruk
- 1983: Badi
- 1983: Bataklıkta Bir Gül
- 1983: Bin Kere Ölmek
- 1983: Kılıbık
- 1983: Yıldızlar da Kayar
- 1984: Firar
- 1984: Fırtına Gönüller
- 1984: Güneş Doğarken
- 1984: Nefret
- 1984: Ömrümün Tek Gecesi
- 1984: Ortadirek Şaban
- 1984: Postacı
- 1985: Adı Vasfiye
- 1985: Amansız Yol
- 1985: Arzu
- 1985: Dul Bir Kadın
- 1985: Gurbetçi Şaban
- 1985: Her Şeyim Sensin
- 1985: Katma Değer Şaban
- 1985: Körebe
- 1985: Kurşun Ata Ata Biter
- 1985: Melek Yüzlüm
- 1986: Aaahh Belinda
- 1986: Davacı
- 1986: Değirmen
- 1986: Deli Deli Küpeli
- 1986: Garip
- 1986: Ses
- 1986: Yoksul
- 1987: Anayurt Oteli
- 1987: Gönül Dostları
- 1987: Rumuz Goncagül
- 1988: Her Şeye Rağmen
- 1988: Öğretmen
- 1988: Üçüncü Göz
- 1990: Aşk Filmlerinin Unutulmaz Yönetmeni
- 1990: Bekle Dedim Gölgeye
- 1990: Bütün Kapılar Kapalıydı
- 1990: Gün Ortasında Karanlık
- 1990: İki Başlı Dev
- 1991: Suyun Öte Yanı
- 1991: Yıldızlar Gece Büyür
- 1992: Dönersen Islık Çal
- 1992: Zıkkımın Kökü
- 1993: Beşinci Boyut
- 1994: Manisa Tarzanı
- 1995: Aşk Üzerine Söylenmemiş Her Şey
- 1995: Yer Çekimli Aşklar
- 1999: Kara Kentin Çocukları

### Com a guionista
- 1999: Kara Kentin Çocukları
- 2006: Aura

### Com a director
- 1988: Her Şeye Rağmen
- 1988: Üçüncü Göz
- 1990: İki Başlı Dev
- 1992: Dönersen Islık Çal
- 1993: Şaban Askerde
- 1993: Süper Baba
- 1994: Aziz Ahmet
- 1994: Manisa Tarzanı
- 1995: Yer Çekimli Aşklar
- 1996: Şövalye, Pamuk Prenses ve Hain
- 1997: Baba Evi
- 1998: İkinci Bahar
- 1998: Karanlıkta Biri Var
- 1999: Fanatik
- 1999: Kara Kentin Çocukları
- 1999: Kimsecikler
- 1999: Şara
- 2000: Beyoğlu Rüyası
- 2000: Delikanlı
- 2000: Neşeli Günler
- 2000: Üzgünüm Leyla
- 2002: Berivan
- 2002: Seni Yaşatacağım
- 2003: Serseri Aşıklar
- 2004: Büyü
- 2004: Zümrüt
- 2006: Arka Sokaklar
- 2006: Aura
- 2006: Azap Yolu